# Chenonetta
Chenonetta és un gènere d'ànecs, per tant d'ocells aquàtics de la família dels anàtids (Anatidae), amb una espècie viva, pròpia d'Austràlia i una altra extinta en època històrica, pròpia de Nova Zelanda.

## Taxonomia
S'han descrit dues espècies dins aquest gènere, una d'elles extinta.
- Chenonetta jubata – Ànec de crinera.
- Chenonetta finschi – Ànec de Finsch. Extint.

L'ànec de Finsch va ser assignat al monotípic gènere Euryanas però estudis genètics han propiciat la seva ubicació a Chenonetta.
El gènere Chenonetta es va considerar dins la tribu Anatini, i més tard tadornini, per a ser actualment situat a l'Aythyini.